# Samtgemeinde Lühe

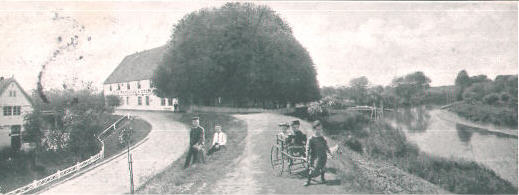
Fährhaus um 1900

Die Samtgemeinde Lühe ist eine Samtgemeinde im Landkreis Stade im nördlichen Niedersachsen. In ihr haben sich sechs Gemeinden zur Erledigung ihrer Verwaltungsgeschäfte zusammengeschlossen. Der Sitz der Verwaltung der Samtgemeinde befindet sich in Steinkirchen.

## Geografie

### Geografische Lage
Die Samtgemeinde liegt östlich der Hansestadt Stade im Alten Land. Im Norden bildet die Elbe die Grenze zum Kreis Pinneberg in Schleswig-Holstein. Östlich liegt die Gemeinde Jork. Im Süden teilt sich Lühe ein kleines Stück Grenze mit Buxtehude. Daran schließt sich im Südwesten die Samtgemeinde Horneburg an mit den Gemeinden Horneburg, Dollern und Agathenburg und schließlich im Westen Stade.

### Samtgemeindegliederung
Die Samtgemeinde Lühe besteht aus den Mitgliedsgemeinden Grünendeich, Guderhandviertel, Hollern-Twielenfleth, Mittelnkirchen, Neuenkirchen und Steinkirchen.

## Politik

### Samtgemeinderat
Der Rat der Samtgemeinde Lühe besteht aus 20 Ratsfrauen und Ratsherren. Die festgelegte Anzahl für eine Gemeinde mit einer Einwohnerzahl zwischen 9.001 und 10.000 Einwohnern beträgt normalerweise 24 Ratsmitglieder. Auf Beschluss des Samtgemeinderates wurde diese Zahl um vier Ratsmitglieder reduziert. Die 20 Ratsmitglieder werden durch eine Kommunalwahl für jeweils fünf Jahre gewählt. Die aktuelle Amtszeit begann am 1. November 2021 und endet am 31. Oktober 2026.
Stimmberechtigt im Rat der Samtgemeinde ist außerdem der hauptamtliche Samtgemeindebürgermeister Timo Gerke.
Die letzte Kommunalwahl am 12. September 2021 ergab das folgende Ergebnis:
| Partei | Sitze |
| ------ | ----- |
| CDU    | 8     |
| SPD    | 5     |
| FWGL   | 3     |
| Grüne  | 3     |
| FDP    | 1     |

### Samtgemeindebürgermeister
Hauptamtlicher Samtgemeindebürgermeister der Samtgemeinde Lühe ist Timo Gerke. Bei der letzten Bürgermeisterwahl setzte er sich bei einer Stichwahl am 26. September 2021 mit 59,0 % der Stimmen als Einzelbewerber gegen den vorherigen Bürgermeister Michael Gosch (CDU) durch. Die Wahlbeteiligung bei der Stichwahl lag bei 71,5 %.

### Wappen
In Grün ein silberner Wellenbalken, darüber drei nebeneinander stehende, darunter drei 2:1 stehende silberne Blüten mit goldenen Butzen und roten Kelchblättern.

## Kultur und Sehenswürdigkeiten
- Mühle Venti Amica, eine Holländer-Galerie-Windmühle in Hollern-Twielenfleth.
- Schifffahrtsmuseum im Alten Leuchtturm in Hollern-Twielenfleth.[6]

## Wirtschaft und Infrastruktur

### Tourismus
Der Tourismus spielt in der Samtgemeinde Lühe vor allem in der Zeit der Kirschenblüte und zur Apfelernte eine große Rolle.

### Bildung
Im vorschulischen Bereich sind Gruppen und Kindergärten in Hollern-Twielenfleth, Steinkirchen und Neuenkirchen eingerichtet. Die Samtgemeinde unterhält Grundschulen in Guderhandviertel, Hollern-Twielenfleth und Steinkirchen. Hier ist auch eine Oberschule angesiedelt. Weiterführende Schulen befinden sich in Stade.

### Öffentliche Sicherheit
- In Steinkirchen ist im Tagesdienst eine Polizeistation besetzt.
- In allen Mitgliedsgemeinden stellt die jeweilige Freiwillige Feuerwehr den Brandschutz und die allgemeine Hilfe sicher.

### Öffentliche Finanzen
- Der geplante Haushalt für 2023 sieht einen Fehlbetrag von 1,4 Millionen Euro vor.[7]
- Die Schulden betragen Anfang 2023 voraussichtlich 11,2 Millionen Euro.[8]

### Verkehr
Straßenverkehr
Im südwestlichen Teil des Gemeindegebiets verläuft die Autobahn A 26, die von Stade bis Neu Wulmstorf fertiggestellt ist. Die Verlängerung bis zur A 7 in Hamburg ist in Bau. Die Anschlussstelle Horneburg befindet sich auf dem Gebiet der Gemeinde Neuenkirchen.
Buslinien
In Lühe verkehren vier Omnibuslinien, die von der KVG Stade betrieben werden und dem Hamburger Verkehrsverbund (HVV) angeschlossen sind:
- 2050 Stade – Hollern – Steinkirchen – Jork – Hamburg-Cranz
- 2051 Stade – Hollern-Twielenfleth (- Steinkirchen – Jork) (nur werktags)
- 2030 Buxtehude – Dammhausen – Jork – Borstel – Steinkirchen (nur werktags)
- 2053 Horneburg – Steinkirchen (nur montags bis freitags)

Elbfähre
In Lühe besteht die Möglichkeit, mit der Lühe-Schulau-Fähre, die nur Personen und Fahrräder transportiert, auf die andere Seite der Elbe nach Wedel in Schleswig-Holstein zu gelangen. Die Fähre ist nicht dem Hamburger Verkehrsverbund angeschlossen.
Schienenverkehr
Neben der Regionalbahn R5, die Cuxhaven mit Hamburg verbindet, sind der Landkreis und die Hansestadt Stade seit 2007 an das S-Bahn-Netz der Metropolregion Hamburg angeschlossen. So besteht eine Direktverbindung nach Hamburg durch die Linie S5, die mindestens stündlich verkehrt. In der Nähe der Samtgemeinde Lühe liegen die Bahnhöfe Dollern und Horneburg.

## Persönlichkeiten
- Gerdt Hardorff (1769–1864), Maler und Grafiker, in Steinkirchen geboren
- Heinrich Hellwege (1908–1991), deutscher Politiker (DP, CDU), MdB, MdL (Niedersachsen), Niedersächsischer Ministerpräsident (1955–1959), Bundesratsminister (1949–1955)
- Arnold Lyongrün (1871–1935), akademischer Maler, Lehrer an der Staatlichen Kunstgewerbeschule Hamburg, Mitglied der Hamburgischen Künstlerschaft, häufige Aufenthalte im Alten Land, bei denen zahlreiche Ölgemälde von der Lühe entstanden